# Западня (Чугуївський район)
Западня — село в Україні, у Зміївській міській громаді Чугуївського району Харківської області. Населення становить 79 осіб. До 2020 орган місцевого самоврядування — Великогомільшанська сільська рада.

## Географія
Село Западня знаходиться біля витоків річки Гомільша (лівий берег), нижче за течією на відстані 3 км розташоване село Велика Гомільша, село оточене великими лісовими масивами (дуб), за 4 км проходить залізниця (станція Новоберецька) і автомобільна дорога Т 2107.

## Історія
Село вперше згадується у 1747 році.
За даними на 1864 рік у казенному селі Таранівської волості Зміївського повіту, мешкало 258 особи (135 чоловічої статі та 123 — жіночої), налічувалось 45 дворових господарств.
У  Російській Імперії називалася Западенька.
12 червня 2020 року, відповідно до Розпорядження Кабінету Міністрів України  № 725-р «Про визначення адміністративних центрів та затвердження територій територіальних громад Харківської області», увійшло до складу Зміївської міської громади.
19 липня 2020 року, в результаті адміністративно-територіальної реформи та ліквідації Зміївського району, село увійшло до складу Чугуївського району Харківської області.

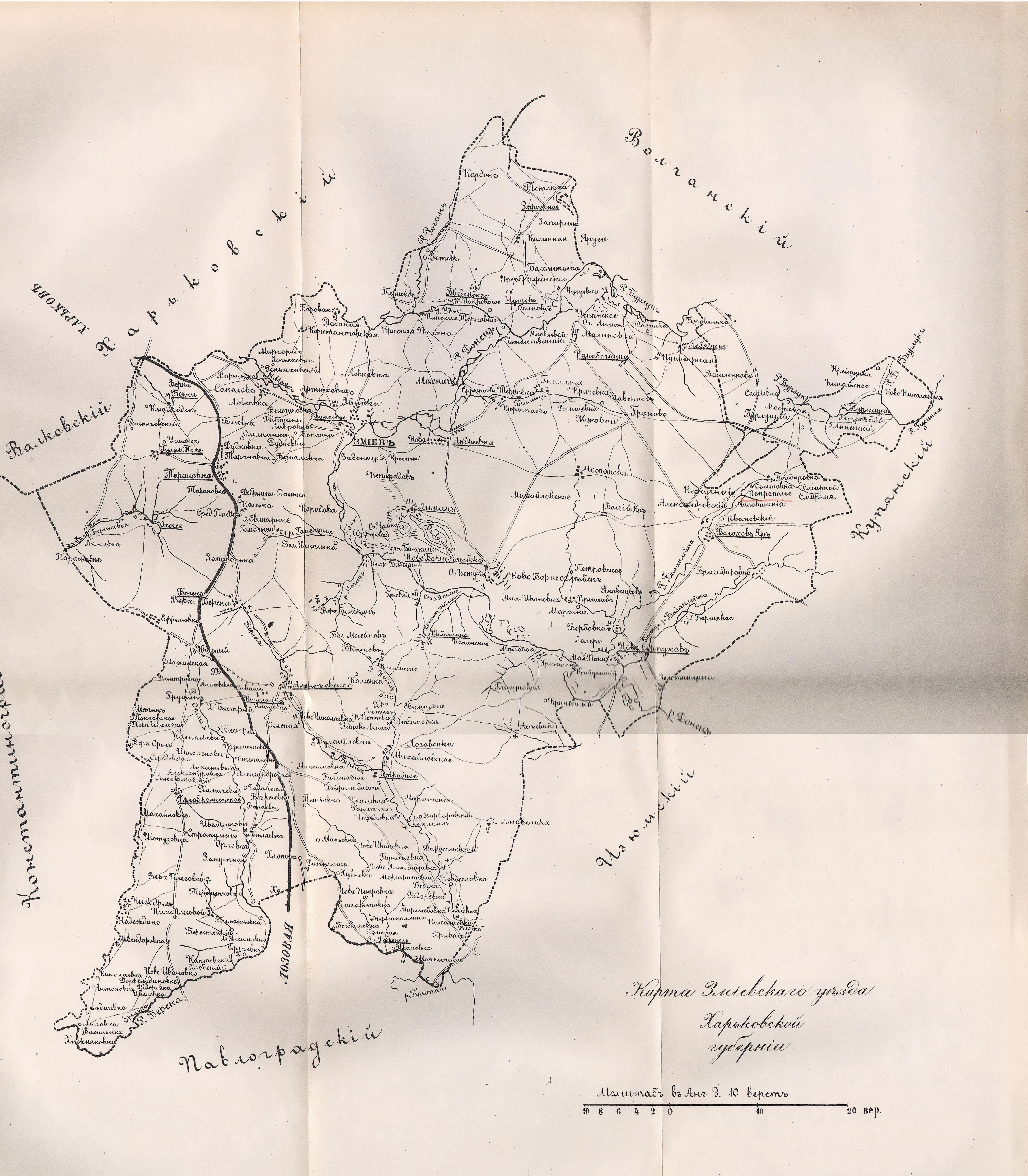
Мапа Зміївського повіту в 1887

Село постраждало внаслідок геноциду українського народу, проведеного урядом СССР в 1932—1933 роках, кількість встановлених жертв у Великій Гомільші, Западні, Клименівці, Козачці — 383 людей.

## Населення

### Мова
Розподіл населення за рідною мовою за даними перепису 2001 року:
| Мова            | Кількість | Відсоток |
| --------------- | --------- | -------- |
| українська      | 61        | 77.21%   |
| румунська       | 3         | 3.80%    |
| російська       | 2         | 2.53%    |
| інші/не вказали | 13        | 16.46%   |
| Усього          | 79        | 100%     |